# جون بارنز تشانس
جون بارنز تشانس (بالإنجليزية: John Barnes Chance)‏ هو ملحن أمريكي، ولد في 20 نوفمبر 1932 في بومونت في الولايات المتحدة، وتوفي في 16 أغسطس 1972 في ليكسينغتون في الولايات المتحدة بسبب صعق كهربائي.

## وصلات خارجية
- جون بارنز تشانس على موقع ميوزك برينز (الإنجليزية)